# Omphalocarpum vermoesenii
Omphalocarpum vermoesenii är en tvåhjärtbladig växtart som beskrevs av De Wild. Omphalocarpum vermoesenii ingår i släktet Omphalocarpum och familjen Sapotaceae.
Artens utbredningsområde är Kongo-Kinshasa. Inga underarter finns listade i Catalogue of Life.